# Тасдорф
Тасдорф (њем. Tasdorf) општина је у њемачкој савезној држави Шлезвиг-Холштајн. Једно је од 84 општинска средишта округа Плен. Према процјени из 2010. у општини је живјело 350 становника. Посједује регионалну шифру (AGS) 1057083.

## Географски и демографски подаци
Тасдорф се налази у савезној држави Шлезвиг-Холштајн у округу Плен. Општина се налази на надморској висини од 29 метара. Површина општине износи 5,1 km². У самом мјесту је, према процјени из 2010. године, живјело 350 становника. Просјечна густина становништва износи 69 становника/km².